# 厚叶沿阶草
厚叶沿阶草（学名：Ophiopogon corifolius）为百合科沿阶草属下的一个种。

## 扩展阅读
維基物種上的相關：厚叶沿阶草